# Casto Peña Vargas
Casto Peña Vargas (Vallegrande, 14 de agosto de 1906) fue el primer Alcalde Municipal de la ciudad de Camiri - Capital Petrolera de Bolivia. Destacado intelectual, escritor y político boliviano. Fue un defensor intransigente de los intereses de su tierra natal, Vallegrande.

## Biografía
Nació el 14 de agosto de 1906 en la ciudad de Jesus y Montes Claros de los Caballeros.
En 1923, mientras estudiaba en la Universidad San Francisco Xavier de Chuquisaca, fue elegido secretario de cultura de la Federación de Estudiantes de Sucre. Fue elegido también secretario general de la Federación Universitaria Boliviana, habiendo participado activamente en las luchas por la autonomía universitaria.
En 1941 fue elegido como primer alcalde de Camiri, donde residió algunos años. El 28 de diciembre de 1966, en cabildo abierto de una asamblea en el teatro parroquial, fue elegido por aclamación presidente del primer Comité Cívico Pro Intereses de Vallegrande, además de ejercer en el Magisterio Vallegrandino durante años, también fue elegido alcalde de esta ciudad.
Destacado intelectual, escribió muchos artículos en los más variados temas culturales, sobre todo históricos, destacándose sus escritos en la lucha por el agua en Vallegrande en los años setenta. También escribió a favor de la departamentalización de Vallegrande en artículos publicados en Santa Cruz y La Paz. De hecho, junto al padre Adrián Melgar y Montaño y al padre Neftalí Morón de los Robles, es considerado uno de los más grandes intelectuales de la época.

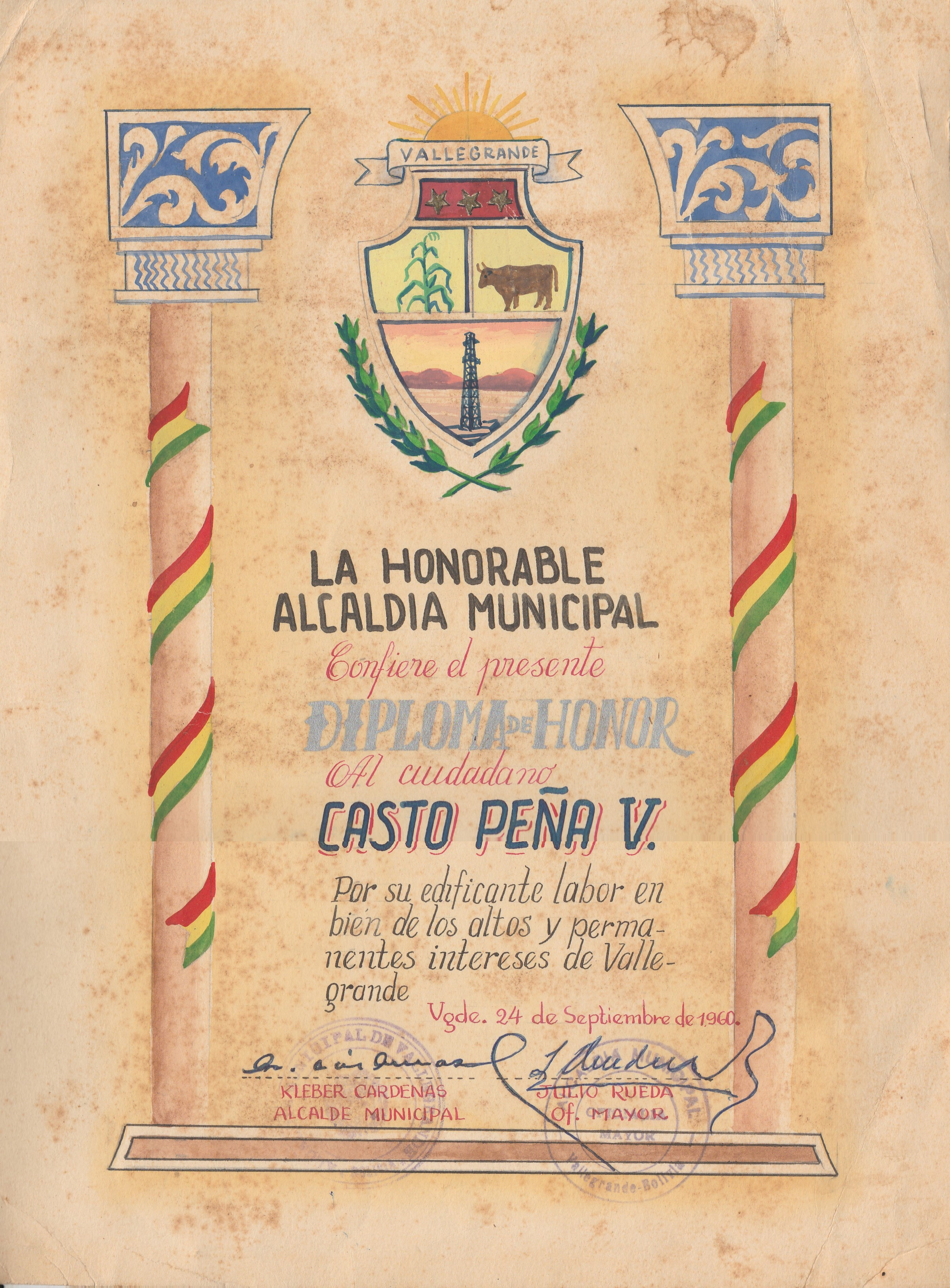
Diploma de Honor que Concede la Honorable Alcaldía Municipal de Vallegande al Ciudadano Casto Peña Vargas

Uno de sus artículos más polémicos fue Contraréplica a los impugnadores de la departamentalización vallegrandina (1937). Tuvo notables discusiones con otros periodistas y pensadores del país, como el dr. Ángel Sandoval. Lanzó críticas durísimas a los samaipateños, a quienes consideró 'vallegrandinos vendidos', durante la confrontación con políticos de Santa Cruz durante los años 50. En uno de sus artículos, escribió: «Es una lástima contemplar cómo algunos samaipateños quieren volverse tan 'cruceñistas' borrando el pasado con una ingratitud tan irritante y ridícula. Uds. no constituyen la 'complementación étnica, social y económica  de Santa Cruz', como lo suponen, sino que son más  bien complementación primordial de la provincia de Vallegrande, de donde han nacido  genuinamente, porque primero  es lo inmediato y después lo de más  allá, ateniéndonos a la lógica  de la  historia y de la geografía cuando se estudian los grandes conglomerados humanos, como muy acertadamente lo señala Spranger en su meritoria obra de sociología». (Misiva. Vallegrande, 12 de diciembre de 1951. Comité Prodepartamento)
En 1944, publicó su famoso Manifiesto a Vallegrande y Bolivia. Fue alcalde de Vallegrande en 1938, 1945, 1962 y 1963. A partir del 26 de enero de 1946, debido a sus gestiones, la ciudad alcanzó a tener cobertura de luz eléctrica suficiente y motores diésel de alta capacidad que los posteriores burgomaestres harían desaparecer. Una de sus frases más conocidas es: «Los hombres, en un concepto cósmico, tienen primero que obedecer al medio donde viven, dominarlo y hacerlo progresar. Vivir de sentimentalismos extraños no es vivir  su propio designio».